# Lulu
Lulu — спільний альбом гітариста та вокаліста Лу Ріда, колишнього музиканта The Velvet Underground, і метал-гурту Metallica.
Концептуально альбом оснований на Лулу — дві п'єси написані німецьким драматургом Франком Ведекіндом. Альбом вийшов 31 жовтня 2011 року і 1 листопада в Північній Америці. Після його випуску, Лулу отримав переважно негативні відгуки від фанатів, критики відповіли доволі неоднозначно, але багато з них сходяться в думці, що альбом зараз не може бути оцінений на належному рівні через прив'язаність шанувальників до стилю класичного періоду музикантів.

## Список композицій
Автор слів Лу Рід, автор музики Рід і Metallica. 
| Перший диск | Перший диск        | Перший диск |
| #           | Назва              | Тривалість  |
| ----------- | ------------------ | ----------- |
| 1.          | «Brandenburg Gate» | 4:19        |
| 2.          | «The View»         | 5:17        |
| 3.          | «Pumping Blood»    | 7:24        |
| 4.          | «Mistress Dread»   | 6:51        |
| 5.          | «Iced Honey»       | 4:36        |
| 6.          | «Cheat on Me»      | 11:26       |

| Другий диск | Другий диск   | Другий диск |
| #           | Назва         | Тривалість  |
| ----------- | ------------- | ----------- |
| 7.          | «Frustration» | 8:34        |
| 8.          | «Little Dog»  | 8:01        |
| 9.          | «Dragon»      | 11:08       |
| 10.         | «Junior Dad»  | 19:29       |
| 87:05       |               |             |

## Чарти
| Чарт (2011)                     | Позиція |
| ------------------------------- | ------- |
| Australian Albums Chart         | 33      |
| Austrian Albums Chart           | 11      |
| Belgian Albums Chart (Flanders) | 17      |
| Belgian Albums Chart (Wallonia) | 14      |
| Canadian Albums Chart           | 26      |
| Croatian Albums Chart           | 4       |
| Czech Albums Chart              | 4       |
| Dutch Albums Chart              | 17      |
| Finnish Albums Chart            | 16      |
| German Albums Chart             | 6       |
| Irish Albums Chart              | 36      |
| Italy Albums Chart              | 9       |
| New Zealand Albums Chart        | 12      |
| Norwegian Albums Chart          | 11      |
| Polish Albums Chart             | 6       |
| Portuguese Albums Chart         | 8       |
| Spanish Albums Chart            | 12      |
| Swedish Albums Chart            | 9       |
| Swiss Albums Chart              | 14      |
| UK Albums Chart                 | 36      |
| US Billboard 200                | 36      |

## Учасники запису

### Гурт
- Лу Рід — гітара, континуум, вокал[20]
- Джеймс Гетфілд — ритм-гітара, бек-вокал, соло-гітара в «Junior Dad»
- Ларс Ульріх — ударні
- Кірк Гемметт — соло-гітара
- Роберт Трухільйо — бас-гітара

### Сесійні музиканти
- Sarth Calhoun — електроніка
- Jenny Scheinman — скрипка, альт, аранжування
- Gabe Witcher — скрипка
- Megan Gould — скрипка
- Ron Lawrence — альт
- Marika Hughes — віолончель
- Ulrich Maiss — віолончель в «Little Dog» і «Frustration»
- Rob Wasserman — Electric upright bass в «Junior Dad»
- Jessica Troy — альт в «Junior Dad»

### Продукція
- Антон Корбейн — фотографії для обкладинки альбому[21]
- Грег Фідельман — виробництво, мікшування і звукорежисер[22]
- Metallica — виробництво[22]
- Лу Рід — виробництво[22]
- Хел Віллнер — виробництво[22]
- Владо Меллер — мастерінг на Masterdisk NYC[22]